# Golpes de Estado nas Fiji em 1987
Os golpes de Estado nas Fiji em 1987 liderados pelo tenente-coronel Sitiveni Rabuka das Forças Militares Reais de Fiji resultaram na derrubada do governo eleito do primeiro-ministro, Timoci Bavadra, na deposição de Elizabeth II como rainha de Fiji e na declaração de uma república. O primeiro golpe de Estado, em que Bavadra foi deposto, ocorreu em 14 de maio de 1987; um segundo golpe em 25 de setembro findou a monarquia das Fiji e foi seguida pela proclamação de uma república em 10 de outubro.

## Antecedentes
Tanto antes como depois de Fiji conquistar a sua independência do Reino Unido em 1970, as tensões entre os grupos étnicos fijianos nativos e indo-fijianos (que compreendiam cerca de 46% e 49% da população de 1987, respectivamente) manifestaram-se continuamente em agitação social e política. As eleições parlamentares em abril de 1987 resultaram na substituição do governo conservador liderado pelo primeiro-ministro nativo Ratu Sir Kamisese Mara com uma coalizão liderada pelos trabalhistas multiétnicos apoiados principalmente pela maioria indo-fijiana, e Rabuka alegou preocupações dos fijianos étnicos de discriminação racial como desculpa para tomar o poder. Muitas autoridades duvidam da veracidade desta, no entanto, dado as garantias constitucionais existentes.

## Golpes de Estado

### Golpe de maio
Na manhã de 14 de maio, por volta das 10 horas, uma seção de dez soldados armados e mascarados entraram na Câmara dos Deputados de Fiji e subjugaram o legislativo nacional, que se reuniram ali para a sessão da manhã. O tenente-coronel Sitiveni Rabuka, vestido à paisana, abordou o primeiro-ministro, Timoci Bavadra, na tribuna pública e ordenou que os membros do Parlamento saíssem do edifício. Eles o fizeram sem resistir. O golpe foi um sucesso aparente, e foi realizado sem perda de vidas.
Por volta das 11 horas, a Radio Fiji deu a notícia da tomada militar. Foi relatado que Rabuka se dirigiu para o Palácio do Governo para ver o governador-geral, o Ratu Sir Penaia Ganilau. Ele procurava o reconhecimento da ação militar e a derrubada do governo de Bavadra. Um governo interino deveria ser nomeado em breve e a população foi incitada a "manter a calma e continuar com seu trabalho cotidiano". Em reunião com o governador-geral (que era chefe supremo de Rabuka) respondeu apenas com repreensão leve a Rabuka. Ele perguntou-lhe: "O que você fez?" e "Isso quer dizer que eu não tenho nenhum trabalho?" E acrescentou a Rabuka que este deveria ter dado mais tempo ao governo deposto. O encontro terminou com o Governador-Geral afirmando "Boa sorte, espero que você saiba o que está fazendo".
Após o golpe, o governador-geral comissionou um Comitê de Revisão da Constituição, liderada por Sir John Falvey, para examinar as "deficiências" da constituição de 1970. A comissão deveria iniciar as audiências em 6 de julho e entregar as suas recomendações ao governador-geral até 31 de julho. Os seus termos de referência eram "fortalecer a representação dos fijianos nativos e, ao fazê-lo, ter em mente os melhores interesses de outros povos nas Fiji". A Comissão recebeu 860 contribuições escritas e 120 orais, e produziu um relatório recomendando uma nova legislatura unicameral composta por 36 fijianos (28 eleitos e 8 nomeados pelo Grande Conselho de Chefes), 22 indo-fijianos, oito eleitores gerais, um rotuman e até quatro nomeados do primeiro-ministro. Círculos eleitorais nacionais, alocados etnicamente e eleitos por sufrágio universal, deveriam ser abolidos e todas as votações deveriam ser comunitárias. O cargo de primeiro-ministro seria reservado a um fijiano nativo.
O governador-geral dissolveu o Parlamento e concedeu anistia a Rabuka, ao mesmo tempo que o promoveu ao cargo de comandante das Forças Militares Reais de Fiji. As ações do governador-geral foram vistas com suspeita pelo governo deposto e Bavadra contestou a decisão de Penaia na Suprema Corte de Fiji.

### Golpe de setembro
Desde a independência em 1970, o chefe de Estado das Fiji era a rainha de Fiji, Elizabeth II. A Suprema Corte do país considerou o golpe de maio totalmente inconstitucional e o governador-geral tentou fazer valer o poder moderador executivo. Ele abriu negociações conhecidas como as Negociações de Deuba tanto com o governo deposto quanto com o Partido da Aliança, que a maioria dos fijianos nativos apoiava. Estas negociações culminaram no Acordo de Deuba de 23 de setembro de 1987, que previa um governo de unidade nacional, no qual ambas as partes estariam representadas sob a liderança do governador-geral. Temendo que os ganhos do primeiro golpe estivessem prestes a ser perdidos, Rabuka encenou um segundo golpe em 25 de setembro. Rabuka declarou então Fiji uma república em 10 de outubro de 1987, revogando a Constituição das Fiji e declarando que havia destituído o governador-geral do cargo, e declarando-se Chefe do Governo Militar Provisório. Penaia renunciou ao cargo de governador-geral em 15 de outubro, embora tenha sido nomeado o primeiro presidente das Fiji em 6 de dezembro de 1987.

## Envolvimento internacional
Austrália e Nova Zelândia, dois países com influência política mais importante na região, ficaram um tanto inquietos pelo evento, mas no final não tomaram nenhuma ação para intervir. Eles, no entanto, estabeleceram uma política de não-reconhecimento como o novo governo, suspendendo a ajuda externa em conjunto com os Estados Unidos e o Reino Unido.
O movimento trabalhista australiano, tomando a derrubada de um governo liderado pelo Partido Trabalhista como uma afronta ao movimento trabalhista mundial, instituiu um embargo contra as transferências para Fiji. Como a Austrália era o maior parceiro comercial externo de Fiji, isso resultou em uma grande diminuição no comércio internacional ao país.

## Consequências
As Nações Unidas imediatamente denunciaram o golpe, exigindo que o governo anterior fosse restaurado. No dia 7 de outubro, o novo regime declarou uma república em Fiji, revogando a constituição de 1970; a Commonwealth respondeu com a expulsão imediata de Fiji da associação.
Uma nova Constituição foi ratificada em 1990, em que os cargos de presidente e primeiro-ministro, junto com dois terços do Senado, uma maioria substancial da Câmara dos Deputados foram reservados para os fijianos nativos. Estas disposições discriminatórias foram finalmente derrubadas por uma revisão constitucional em 1997.
Os golpes de Estado desencadearam uma grande emigração pelos indo-fijianos (particularmente de trabalhadores qualificados), tornando-os uma minoria em 1994. Hoje, no entanto, apesar das lutas econômicas de Fiji, o país tem sido capaz de se recuperar lentamente a partir desta perda de competências necessárias.